# Manuel Jesús Casas García
Manuel Jesús Casas García (Almería, Andalucía, España, 14 de junio de 1985), más conocido como Molo Casas, es un exfutbolista y entrenador de fútbol español. Como futbolista se desempeñaba en la posición de central. Actualmente dirige al Deportivo Alavés B de Segunda Federación de España.

## Trayectoria

### Como jugador
Molo, como es conocido, llegó la temporada 2005-06 al equipo filial del Almería procedente del Oriente, un equipo de fútbol almeriense. Esa misma temporada fue convocado en varias ocasiones con el primer equipo, llegando a disputar cuatro encuentros en Segunda División.
La temporada 2006-07 fue cedido al Figueres donde disputó 16 encuentros y anotó un gol.
En 2007 ficha por el Villarreal B, recién ascendido a Segunda división B y, en 2008, por Osasuna B de la misma categoría.
En noviembre de 2008, parecía estar en disposición de debutar con el primer equipo de Osasuna, pero una grave lesión de rodilla en un entrenamiento con la primera plantilla le retiró de los terrenos de juego para toda esa temporada. Y en 2009, de nuevo en noviembre y al poco de reaparecer, sufre una nueva lesión de rodilla, distension de hombro, y rotura de peroné. Su pasión por el futbol le hizo no retirarse y consiguió volver a sentirse jugador en Lleida (2015-16), donde acarició el ascenso a Segunda. La tanda de penaltis en Sevilla lo privó de hacer realidad su sueño, finalmente lo consiguió en el Lorca.
El central almeriense, que ascendió con el Lorca a Segunda en verano 2017, jugaría la primera vuelta de la temporada 2017-18 en Segunda División. En enero de 2018, tras no disponer de demasiados minutos en el conjunto lorquino, abandona el club y firma por año y medio con el Real Murcia, para volver al Grupo IV de Segunda B.
En la temporada 2018-19, firma por el El Ejido con el que no logra mantener la categoría en Segunda División B, siendo su última temporada como jugador.

### Como entrenador
Tras colgar las botas, en junio de 2019 se hace cargo del Lleida Esportiu del Grupo III de la Segunda División B de España.
El 25 de mayo de 2021, tras dos temporadas dirigiendo al Lleida Esportiu, decide no continuar al frente del conjunto leridano tras no lograr ascender a Primera División RFEF.
En junio de 2021, firma como entrenador del Águilas Fútbol Club de la Segunda División RFEF.
El 8 de noviembre de 2021, es destituido como entrenador del Águilas Fútbol Club, que de un total de diez partidos logró cuatro victorias y cuatro empates, ocupando el sexto puesto de la tabla.
El 17 de junio de 2022, firma por la Universidad Católica de Murcia Club de Fútbol de la Segunda División RFEF.
El 4 de octubre de 2022, es destituido como entrenador del Universidad Católica de Murcia Club de Fútbol y es sustituido por Jorge Romero.
El 6 de julio de 2023 , firma por la S.D. Tarazona  de la Primera Federación sustituyendo a Javi Moreno.
El 12 de noviembre de 2024, firma por el Deportivo Alavés B de Segunda Federación de España.

## Clubes

### Como jugador
| Club                   | País   | Año         |
| ---------------------- | ------ | ----------- |
| U. D. Almería          | España | 2005 - 2006 |
| U. E. Figueres         | España | 2006 - 2007 |
| Villarreal C. F. "B"   | España | 2007 - 2011 |
| C. D. Guijuelo         | España | 2011 - 2012 |
| Lleida Esportiu        | España | 2012 - 2016 |
| Lorca F. C.            | España | 2016 - 2018 |
| Real Murcia C. F.      | España | 2018        |
| Polideportivo El Ejido | España | 2018 - 2019 |

### Como entrenador
| Club               | País   | Año               |
| ------------------ | ------ | ----------------- |
| Lleida Esportiu    | España | 2019 - 2021       |
| Águilas F. C.      | España | 2021              |
| UCAM Murcia C. F.  | España | 2022              |
| S. D. Tarazona     | España | 2023 - 2024       |
| Deportivo Alavés B | España | 2024 - actualidad |